# Hamed Mosadegh
Hamed Mosadegh ist ein deutsch-iranischer Nachwuchsregisseur und Autor, dessen Arbeiten international ausgezeichnet wurden.

## Leben
Zu Beginn seiner Karriere etablierte sich Mosadegh durch Musikvideos, die beim Elevate Film Festival ausgezeichnet wurden. Zu seinen Arbeitsbereichen gehören daneben auch Kurz- und Dokumentarfilme. Arbeitsaufenthalten in Kuba, China und den Vereinigten Staaten folgte ein längerer Aufenthalt in Peking seit 2011. Im September 2012 kehrte er nach Deutschland zurück, wo er an einem Programm der Deutschen Welle in Bonn teilnimmt.

## Filmografie
Produzent
- 2009: Martin Kilger – Überleben (Musikvideo)
- 2009: Martin Kilger – Wofür ich steh (Musikvideo)
- 2006: Xavier Naidoo – Zeilen aus Gold (Musikvideo) im Auftrag für mediascaper
- 2006: Xavier Naidoo – Und (Musikvideo) im Auftrag für mediascaper

Regisseur
- 2007: The Elevators – Grandmas Hands (Musikvideo)
- 2008: Fayzen – Eines Tages (Musikvideo)
- 2008: Swiss feat. Buddy Ogün – Missglückt (Musikvideo)
- 2008: Ein ganz normaler Tag (Dokumentarfilm)
- 2009: Martin Kilger – Überleben (Musikvideo), Regie gemeinsam mit Kim Frank[2]
- 2008: Ewigkeit (Kurzfilm)
- 2009: Hannibal – Chicks Deluxe (Musikvideo)
- 2009: Nebeneinander (Wettbewerbsbeitrag The Berl...)(Kurzfilm)